# Scinax acuminatus
Scinax acuminatus är en groddjursart som först beskrevs av Cope 1862.  Scinax acuminatus ingår i släktet Scinax och familjen lövgrodor. IUCN kategoriserar arten globalt som livskraftig. Inga underarter finns listade i Catalogue of Life.